# Peritio

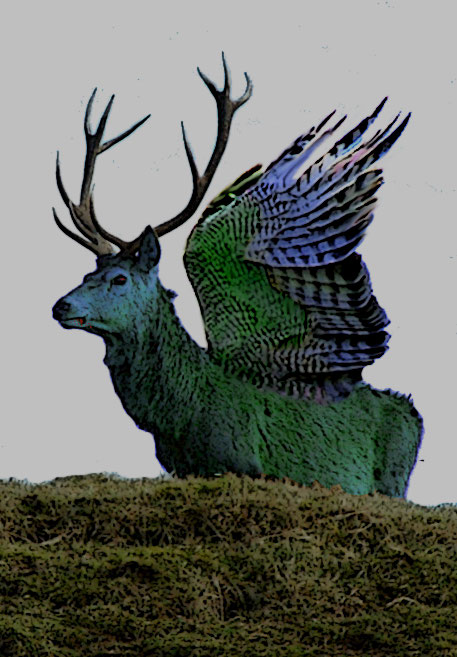
Impresión artística de un Peryton.

El peritio es un animal ficticio que combina las características físicas de un ciervo y un ave.  Tiene su origen en el libro de Jorge Luis Borges de los seres imaginarios, a pesar de que se refiere a un manuscrito perdido medieval como fuente. A menudo representado como un ciervo con alas, se dice que el peritio posee la cabeza, cuello, patas delanteras y las astas de un ciervo, junto con el plumaje, las alas y la parte trasera de un ave de gran tamaño, aunque algunas interpretaciones retratan al peritio como un ciervo, pero toda la coloración y las alas de un pájaro. 
Borges escribió que la sombra de la bestia, en lugar de ser la de un ciervo con alas, parecía ser la sombra de un hombre, y que los peritios estuvieron involucrados en la caída del Imperio Romano. 
El peritio ha aparecido en obras de ficción fantástica contemporánea y videojuegos después de su aparición en el Manual de Monstruos, la primera edición del popular juego de rol Dungeons & Dragons. 
En la edición original española de Borges, El libro de los seres imaginarios, la palabra se da como peritio, por lo que el original en latín sería peritius, que pasa a ser el nombre latino del cuarto mes del antiguo calendario de Macedonia, (en Peritios, la luna de enero). La conexión de esta, en su caso, al Peryton no está clara.